# Superman Returns: Fortress of Solitude
Superman Returns: Fortress of Solitude es un videojuego de lógica, para el Game Boy Advance. Es la contraparte de Superman Returns. Cuenta con varios desafíos de rompecabezas (uno de los cuales fue Sudoku con superpoderes) puntuado con secuencias cortas de acción de vuelo.

## Jugabilidad
La jugabilidad es una mezcla de niveles de sudoku y batallas que el jugador debe hacer para avanzar en el juego.
El juego consta de veinte capítulos, cada uno de los cuales consta de un conjunto de cristales en la Fortaleza de la Soledad. Detrás de cada cristal hay un desafío de rompecabezas. Hay dos tipos de acertijos: Kryptonex es una variante de Sudoku con cristales en lugar de números. El tablero de celdas debe estar lleno de cristales, y solo se permite un tipo de cristal por fila, columna y grupo. El tablero está precargado con algunos cristales para que los jugadores puedan deducir por dónde empezar.
El segundo tipo de rompecabezas se llama cristalización. En este juego, las filas y columnas deben estar llenas de cristales. Completar una fila o columna la energiza y elimina los cristales. El objetivo es dinamizar todo el tablero. Los cristales (tomados de un grupo de tres, con adiciones aleatorias después de la eliminación) solo se pueden colocar junto a otros cristales que tengan la misma forma o color. Solo se pueden colocar cristales comodín en cualquier lugar.
Los poderes de Superman se pueden usar para ayudar a completar acertijos. Cada uso de una potencia agota un medidor de potencia que se recarga lentamente. En Kryptonex, Superman puede mostrar la ubicación correcta del cristal de todo el tablero durante un breve período de tiempo o colocar el cristal correcto en la celda actual. En Cristalización, puede energizar campos sin tener que completar una fila o columna. En ambos juegos, también puede detener el reloj por un momento.
Los rompecabezas tienen tres dificultades diferentes, y las más altas se juegan en tableros más grandes. Algunos de los desafíos de cristal requieren jugar varios tableros seguidos. Todos los rompecabezas dentro de un capítulo deben completarse dentro de un límite de tiempo. Es posible volver a jugar los rompecabezas para mejorar el tiempo de finalización, dejando más tiempo para las tareas restantes. Al completar un capítulo, se desbloquea una imagen digitalizada de la película.
Además de lo desconcertante, también hay un pequeño juego de acción. Durante cada capítulo, uno de los archienemigos de Superman (incluidos Metallo, Brainiac o Mr.Mxyzptlk) atacará y enviará a sus secuaces. En un nivel de disparos de desplazamiento lateral, la tarea de Superman es derribar a los minions, que vienen en variedades rojas y azules. Los rojos deben sacarse con súper aliento; los azules con visión de calor. Derribar a un grupo deja un cristal rojo o azul. Es necesario recolectar suficientes cristales antes de que termine el nivel para derrotar al malo.

## Recepción
El juego tuvo una recepción mixta tras su lanzamiento. GameSpot le dio un puntaje de seis sobre diez, llamándolo "un rompecabezas aceptable que ofrece una selección decente de rompecabezas estilo Sudoku".